# ممتاز
ممتاز هي ممثلة هندية (وحملت سابقاً جنسية الراج البريطاني)، ولدت في 31 يوليو 1947 بمومباي في الهند. من الجوائز التي نالتها جوائز فيلم فير.

## جوائز
- جوائز فيلم فير

## وصلات خارجية
- ممتاز على موقع IMDb (الإنجليزية)
- ممتاز على موقع أول موفي (الإنجليزية)
- ممتاز على موقع قاعدة بيانات الفيلم (الإنجليزية)
- ممتاز على موقع كينوبويسك (الروسية)